# Real Academia de San Romualdo de Ciencias, Letras y Artes
La Real Academia San Romualdo de Ciencias, Letras y Artes de San Fernando es una institución española con sede en la ciudad de San Fernando (Cádiz), que tiene como objetivo primordial el fomento del desarrollo científico, literario y artístico en el área de la bahía de Cádiz. Forma parte de la red de Academias de Andalucía.

## Historia
La Real Academia de San Romualdo de Ciencias, Letras y Artes se funda en San Fernando en 1954, gracias al impulso de D. Benito Cellier Buitrago, militar retirado que había sido alcalde de la ciudad. Los solemnes actos de la inauguración oficial de la entidad se celebraron el 31 de octubre de ese año. El discurso inaugural fue pronunciado por D. José Cádiz Salvatierra, que entonces presidía la Real Academia de San Dionisio de Ciencias, Artes y Letras de Jerez de la Frontera y que había sido elegido académico correspondiente de la recién creada Academia de San Romualdo.
El 13 de febrero de 1997, el Instituto de España acordó admitir a la Academia como «Academia Asociada al Instituto de España»
El 31 de enero de 1998, el rey Juan Carlos I le concedió el título de «REAL».
En la sesión plenaria celebrada el 28 de noviembre de 2002, el Ayuntamiento de San Fernando aprobó por unanimidad  conceder a la Academia la «Medalla de Oro de la Ciudad de San Fernando», distinción que se hizo efectiva el 19 de febrero de 2003.